# The Florida Project
Pour plus de détails, voir Fiche technique et Distribution.
The Florida Project, ou Mon royaume en Floride au Québec, est une comédie dramatique américaine co-écrite et réalisée par Sean Baker, sortie en 2017.

## Synopsis
Moonee, une fille de six ans, vit avec sa jeune mère Halley dans le Magic Castle, un motel de Kissimmee, en Floride, non loin de Walt Disney World Resort, dont le nom de code lors de sa conception est The Florida Project. Elle passe le plus clair de son été sans surveillance à faire les quatre cents coups avec ses amis Scooty et Dicky, d'autres enfants du motel. Bobby, le manager du motel, protège ces enfants malgré les aventures qu'ils lui font vivre. Quand les enfants sont pris en flagrant délit alors qu'ils crachent sur la voiture d'une résidente de Futureland, le motel voisin, le père de Dicky le punit et l'empêche de jouer avec Moonee et Scooty pendant une semaine.
Pendant qu'ils nettoient la voiture, Moonee et Scooty apprennent à connaître sa propriétaire, Stacy, et sa petite-fille Jancey. Celle-ci et Moonee deviennent rapidement amies. Plus tard, la famille de Dicky déménage à La Nouvelle-Orléans, ce qui rend les enfants tristes. Le père de Dicky donne aux enfants du motel les jouets de son fils car ils n'ont pas assez de place dans la voiture.
Un soir, Moonee et Scooty voient arriver un couple de touristes en lune de miel. La femme voulait aller à Walt Disney World pour sa lune de miel et l'assistant de l'homme leur avait réservé une chambre au Magic Castle plutôt qu'au Magic Kingdom. Alors que le couple est à bout de nerfs à cause des malentendus, Moonee dit à Scooty qu'elle arrive toujours à savoir quand les adultes vont se mettre à pleurer.
Halley perd son travail de danseuse exotique, ce qui affecte son éligibilité pour une assurance de familles dans le besoin. Elle explique au gérant de l'assurance qu'elle a été virée parce qu'elle a refusé de coucher avec un client du strip club, mais ceci n'est pas vu comme une cause valable. Halley, qui ne gagne pas d'argent et qui peine à payer le loyer, commence à vendre du parfum aux touristes sur les parkings avec Moonee. Comme ce sont les vacances d'été, elle propose également de garder Scooty pour la journée, en échange de repas gratuits que la mère de Scooty, Ashley, vole pendant son service.
Cependant, Halley ne surveille pas assez les enfants, même après plusieurs avertissements de Bobby. Malgré son travail, Bobby essaie de contrôler les enfants autant qu'il le peut, mais leurs bêtises ne font qu'empirer. Ils entrent dans la salle d'équipements électriques du motel et provoquent une coupure de courant. Bobby voit et confronte un pédophile qui parlait aux enfants du motel sur le parking. Quand les enfants font accidentellement brûler un complexe d'appartements en essayant de se servir de la cheminée, Ashley décide que c'en est trop, coupe les ponts avec Halley et arrête de lui donner des repas.
Ayant besoin d'argent pour payer la nourriture et le loyer du motel, Halley commence à se prostituer et enferme Moonee dans la salle de bains pendant qu'elle reçoit un client. Quand elle vole des entrées pour Walt Disney Resort à l'un de ses clients pour les revendre, ce dernier revient les lui réclamer. Bobby le fait partir mais établit des règles sur les invités dans la chambre d'Halley et la prévient qu'il la virera si elle continue la prostitution. Désespérée, Halley tente de reprendre contact avec Ashley. Quand cette dernière critique le fait qu'elle se prostitue, elles se battent devant Scooty. Le jour suivant, les services sociaux arrivent pour inspecter la chambre d'Halley. Elle nettoie sa chambre et se débarrasse de son cannabis mais reste tout de même méfiante. Elle emmène Moonee dans le restaurant d'un hôtel chic et met l'addition sur une des chambres.
Quand elles reviennent au motel, les services sociaux et la police attendent devant la chambre d'Halley pour emmener Moonee dans une famille d'accueil le temps d'une investigation. Moonee dit au revoir à Scooty et court pour retrouver Jancey qui, en voyant le choc et le désespoir de Moonee, emmène son amie à Walt Disney World Resort.

## Fiche technique
Sauf indication contraire, les informations mentionnées dans cette section peuvent être confirmées par la base de données cinématographiques IMDb,  présente dans la section « Liens externes ».

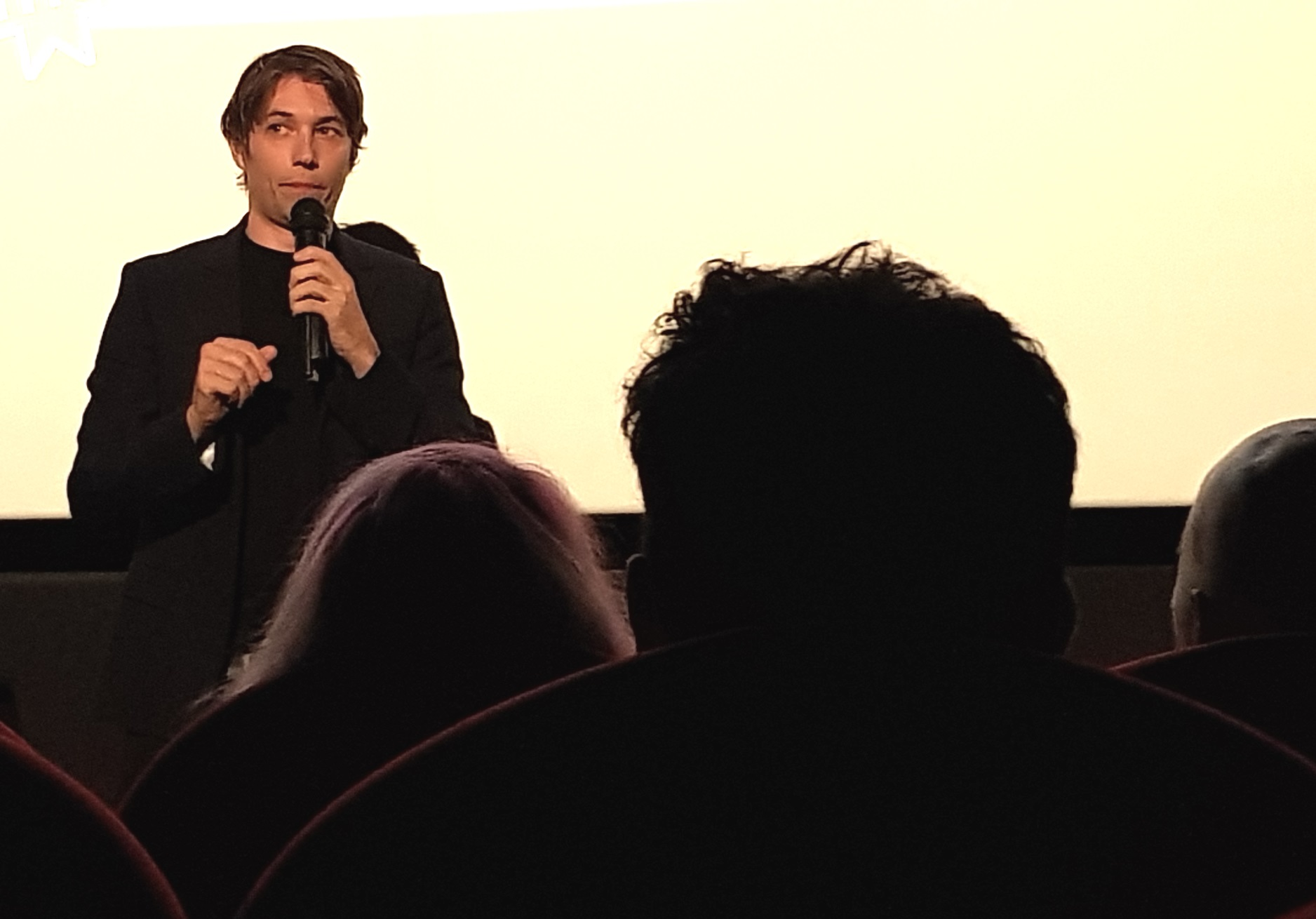
Sean Baker présentant son film lors d'une avant-première parisienne.

- Titre original et francophone : The Florida Project
- Titre québécois : Mon royaume en Floride
- Réalisation : Sean Baker
- Scénario : Sean Baker et Chris Bergoch
- Musique : Lorne Balfe
- Décors : Stephonik Youth
- Costumes : Fernando Rodriguez
- Photographie : Alexis Zabe
- Montage : Sean Baker
- Production : Sean Baker, Chris Bergoch, Kevin Chinoy, Andrew Duncan, Alex Saks, Francesca Silvestri, Shih-Ching Tsou
- Sociétés de production : Cre Film, Freestyle Picture Company, June Pictures et Sweet Tomato Films
- Sociétés de distribution : A24 Films (États-Unis), Elevation Pictures (Canada), Le Pacte (France)
- Pays d'origine :  États-Unis
- Langue originale : anglais
- Format : couleur - Dolby Digital
- Genre : comédie dramatique
- Durée : 112 minutes
- Dates de sortie[2] :
  - France : 22 mai 2017 (Quinzaine des réalisateurs du festival de Cannes 2017) ; 20 décembre 2017 (sortie nationale)
  - États-Unis : 6 octobre 2017 (sortie nationale)

## Distribution
- Brooklynn Kimberly Prince : Moonee
- Bria Vinaite : Halley
- Willem Dafoe (VF : Philippe Résimont) : Bobby
- Valeria Cotto : Jancey
- Christopher Rivera : Scooty
- Mela Murder : Ashley
- Caleb Landry Jones : Jack
- Macon Blair : John
- Josie Olivo : Grand-mère Stacy
- Aiden Malik : Dicky

## Accueil

### Accueil critique
En France, l'accueil critique est positif : le site Allociné propose une moyenne des critiques presse à 3,7/5.

### Box-office
- France : 167 396 entrées[4]